# NGC 1956
NGC 1956 é uma galáxia espiral (Sa) localizada na direcção da constelação de Mensa. Possui uma declinação de -77° 43' 47" e uma ascensão recta de 5 horas, 19 minutos e 35,6 segundos.
A galáxia NGC 1956 foi descoberta em 22 de Janeiro de 1836 por John Herschel.